# Menhir von Farschweiler

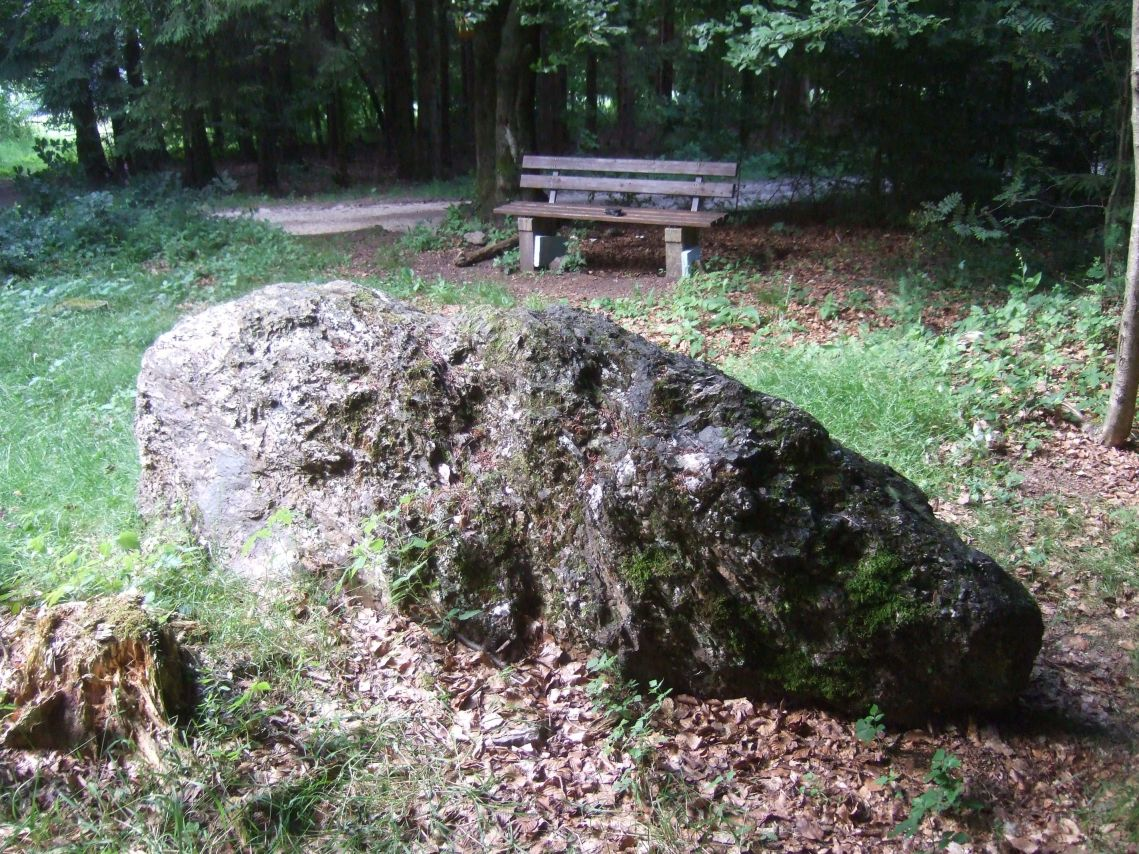
Der Menhir von Farschweiler

Der Menhir von Farschweiler (auch als Hinkelstein bezeichnet) ist ein Menhir bei Farschweiler im Landkreis Trier-Saarburg in Rheinland-Pfalz.
Man vermutet, dass der Menhir ein früherer keltischer Grenzstein ist und zum Zweck der Landgewinnung 50 Meter verschoben wurde.

## Lage und Beschreibung
Der Menhir wurde erst 1929 entdeckt und befindet sich nordöstlich von Farschweiler am Rande des Osburger Hochwaldes und am Nordhang der Hohen Wurzel. In direkter Nachbarschaft befindet sich das eisenzeitliche Kühonner Grabhügelfeld. Gut zwei Kilometer südöstlich befindet sich mitten im Wald ein häufig als „Hinkelstein“ von Beuren bezeichneter Stein, der gelegentlich als Menhir angesprochen wird, da er mit dem Menhir von Farschweiler und dem Menhir von Thomm in einer Linie steht. Da er aber keinerlei äußerliche Ähnlichkeit mit anderen Menhiren hat, dürfte er als natürlicher Stein anzusehen sein.
Der liegende Menhir von Farschweiler besteht aus Schiefer und hat eine stark zerklüftete Oberfläche. Er hat eine Höhe von 320 cm, eine Breite von 90 cm und eine Tiefe von 80 cm. Er ist unregelmäßig geformt, verjüngt sich zum einstigen oberen Ende hin und läuft in einer abgerundeten Spitze aus.